# 托里霍斯
托里霍斯（西班牙語：Torrijos）:878，是西班牙卡斯蒂利亚-拉曼恰托莱多省的一个市镇。总面积17平方公里，总人口10281人（2001年），人口密度605人/平方公里。